# 怪兵隊
怪兵隊（かいへいたい） とは、1980年代後半から1990年代前半にかけて活躍していたライター集団。主にテーブルトークRPG関係の記事を執筆していた。

## 概要
神話や伝説などの知識に強いライターが多く、テーブルトークRPGのユーザー向けにファンタジーのイメージの理解に役立つ「薀蓄記事」を多数著述していた。特に、新紀元社が発売しているゲーマー向けのファンタジー解説本『Truth In Fantasy』シリーズは主要な活躍の場所となっており、解散後にも元・怪兵隊のライターの多くがこのシリーズを執筆している。
解散時期は不明だが、メンバーの一部はファーイースト・アミューズメント・リサーチに参加。ただし、移籍したメンバー達も多くは後に独立して、2011年現在では鈴吹太郎以外にファーイースト・アミューズメント・リサーチ社に怪兵隊のメンバーは残っていない。

## 所属していた主なメンバー
- 市川定春
- 佐藤俊之
- 佐藤教皇
- 鈴吹太郎
- 健部伸明
- 野田瀧夫
- 山北篤
- 山本剛